# Call My Bluff

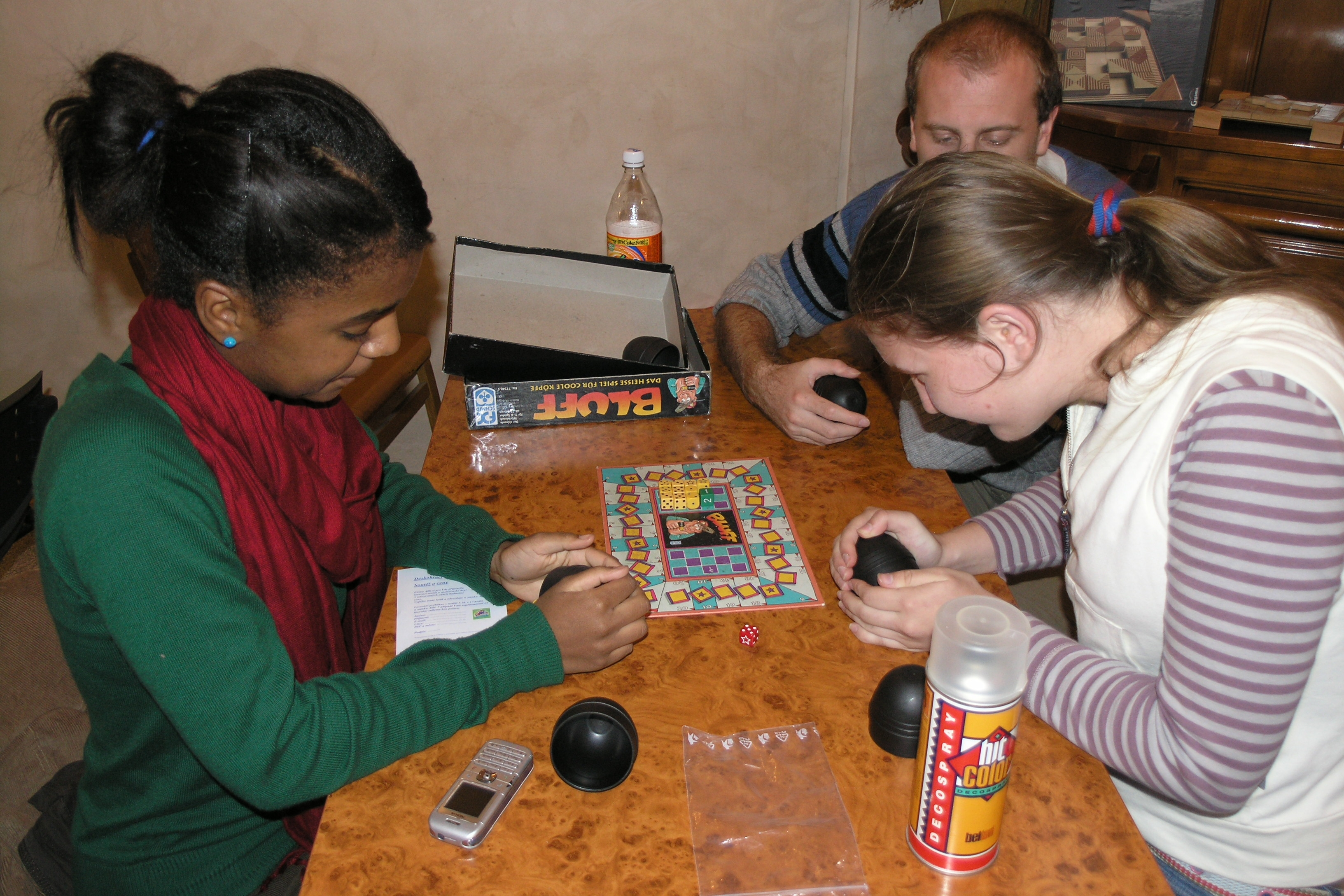
Herní festival Deskohraní 2008

Call My Bluff, ou simplesmente Bluff, é um jogo de dados e de mãos recreativo criado por Borg Richard lançado pela editora	F.X. Schmid em 1993.
Uma espécia de Purrinha jogado com dados. Cada jogador recebe 5 dados e um copinho. então cada jogador apostara quanto dará "palpite" do tipo: "Eu acho que na mesa há sete dados com o número 4". O jogador seguinte pode desafiar a aposta ou fazer uma aposta mais alta. Se desafiar, todos revelam os resultados e quem levou a pior (desafiante ou desafiado) perde um número de dados proporcional ao seu equívoco. Se optar por fazer uma aposta maior, o jogador pode dizer "Eu acho que há 8 dados com o número 4" ou "Eu acho que há 7 dados com o número 5". Para dar ainda mais possibilidades, cada dado tem um coringa, além dos números de 1 a 5. E há a possibilidade de re-jogar dados no decorrer da rodada. Saber dar bons palpites é importante, assim como saber blefar.
Para 2 a 6 jogadores a partir de 12 anos. Cada partida costuma durar cerca de 15 minutos.

## Prêmios e Indicações
| Ano  | Prêmio                 | Resultado | Ref   |
| ---- | ---------------------- | --------- | ----- |
| 1993 | Spiel des Jahres       | Venceu    | [ 3 ] |
| 1993 | Deutscher Spiele Preis | 4o Lugar  |       |

## Ver Também
- Liar's Dice (jogo) - Versão não comercial do Call My Bluff